# Rzepisko (wzniesienie)
Rzepisko (Rybna, niem. Fischerberg) – wzniesienie w południowo-zachodniej części Gór Czarnych w Sudetach Środkowych o wysokości 560 m n.p.m.
Wzniesienie położone na północny wschód od Kobieli 583 m n.p.m. Stanowi kulminację bliźniaczą z Mniszym Lasem 572 m n.p.m. Zasłania od północy część uzdrowiskową miasta Jedlina-Zdrój.